# تي جاي ديليو
تي جاي ديليو (بالإنجليزية: T. J. DiLeo)‏ مواليد 22 يونيو 1990، هو لاعب كرة سلة أمريكي. بدأ مسيرته الاحترافية في سنة 2013. يحمل الرقم 11. يبلغ طوله 6 قدم 3 بوصة (1.9 م). لعب مع غيسن فورتي سيكسرز وتليكوم باسكتس بون في الدوري الألماني لكرة السلة.

## روابط خارجية
- تي جاي ديليو على موقع الاتحاد الدولي لكرة السلة (الإنجليزية)
- تي جاي ديليو على موقع كرة السلة الأوروبية.كوم (الإنجليزية)
- تي جاي ديليو على موقع كلية كرة السلة في سبورتس رفرنس.كوم (الإنجليزية)
- تي جاي ديليو على موقع ريلجم (الإنجليزية)
- تي جاي ديليو على موقع بروبوليرز (الإنجليزية)